# Joan Mir
Joan Mir Mayrata (Palma de Mallorca, España, 1 de septiembre de 1997) es un piloto de motociclismo español. Ha ganado dos títulos del Campeonato del Mundo de Motociclismo en dos categorías diferentes: de Moto3 en 2017 y de MotoGP en 2020 con el equipo Suzuki Ecstar, y tercero en 2021. Se convirtió en el sexto piloto de la marca en alzarse campeón de la máxima categoría del motociclismo tras Barry Sheene, Marco Lucchinelli, Franco Uncini, Kevin Schwantz y Kenny Roberts Jr. Desde 2023 compite en el equipo Honda HRC Castrol.
También resultó subcampeón de la Red Bull MotoGP Rookies Cup en 2014.

## Biografía
Empezó a correr a la edad de diez años en minimotos. Entre 2008 y 2011 corrió en las Islas Baleares, entrenando en la ESCUELA LORENZO del padre de Jorge Lorenzo, Chicho Lorenzo.
Sus primeras competiciones fueron en la Liga Interescuelas,posteriormente ganando títulos entre minimoto, minimotard y en la Bankia Cup. Mir compitió durante dos temporadas en la Red Bull MotoGP Rookies Cup en 2013 y 2014, terminando como subcampeón (con tres victorias) de Jorge Martín en 2014. Mir también disputó el FIM CEV Moto3 Junior World Championship en 2015.
Hizo su debut en el Campeonato Mundial en la categoría de Moto3 en 2015, compitiendo en Australia como reemplazo del lesionado Hiroki Ono manejando la Honda NSF250R del Leopard Racing. Clasificó décimo octavo y en carrera después de un gran comienzo se fue al suelo al no poder esquivar la moto de John McPhee.
Se convirtió en piloto titular del Leopard Racing en 2016, esta vez conduciendo una KTM RC 250 GP, sus compañeros de equipo fueron Fabio Quartararo y Andrea Locatelli; consiguió su primera pole position y victoria en Austria. Además obtuvo el tercer puesto en el Gran Premio de San Marino y el segundo puesto en la carrera final en Valencia. Terminó la temporada en el quinto lugar con 144 puntos llevándose el premio de Novato de Año.
En 2017 permaneció en el Leopard Racing, sin embargo, en esta oportunidad manejó una Honda NSF250R, su compañero de equipo fue el belga Livio Loi. Durante esta temporada arrasó al conseguir 10 victorias de 18 posibles quedando a solo una del récord de 11 victorias conseguidas por Valentino Rossi, además consiguió tres podios en España, San Marino y Valencia. El 22 de octubre de 2017, en el Circuito de Phillip Island, logró la victoria y se convirtió en campeón mundial de Moto3 con dos carreras por disputarse. Finalizó la temporada con 341 puntos rompiendo el récord de puntos conseguidos en la categoría pequeña que ostentaba Álvaro Bautista desde el 2006.
En 2018 pasó a Moto2, conduciendo la Kalex del equipo EG 0,0 Marc VDS, su compañero de equipo fue su compatriota Álex Márquez. Consiguió su primer podio en la categoría en el Gran Premio de Francia al terminar tercero detrás de Francesco Bagnaia y de su compañero Álex Márquez, en la fecha siguiente en Italia logró subir nuevamente al podio al terminar otra vez tercero detrás de Miguel Oliveira y Lorenzo Baldassarri. En Alemania terminó en la segunda posición detrás de Brad Binder por solo 779 milésimas consiguiendo además la vuelta rápida de la carrera. Su último podio en la categoría llegó en Australia donde volvió a terminar segundo detrás de Brad Binder otra vez pero en esta oportunidad por solo 36 milésimas de segundo. Finalizó la temporada en la sexta posición con 155 puntos adjudicándose el premio de Novato del Año en Moto2.

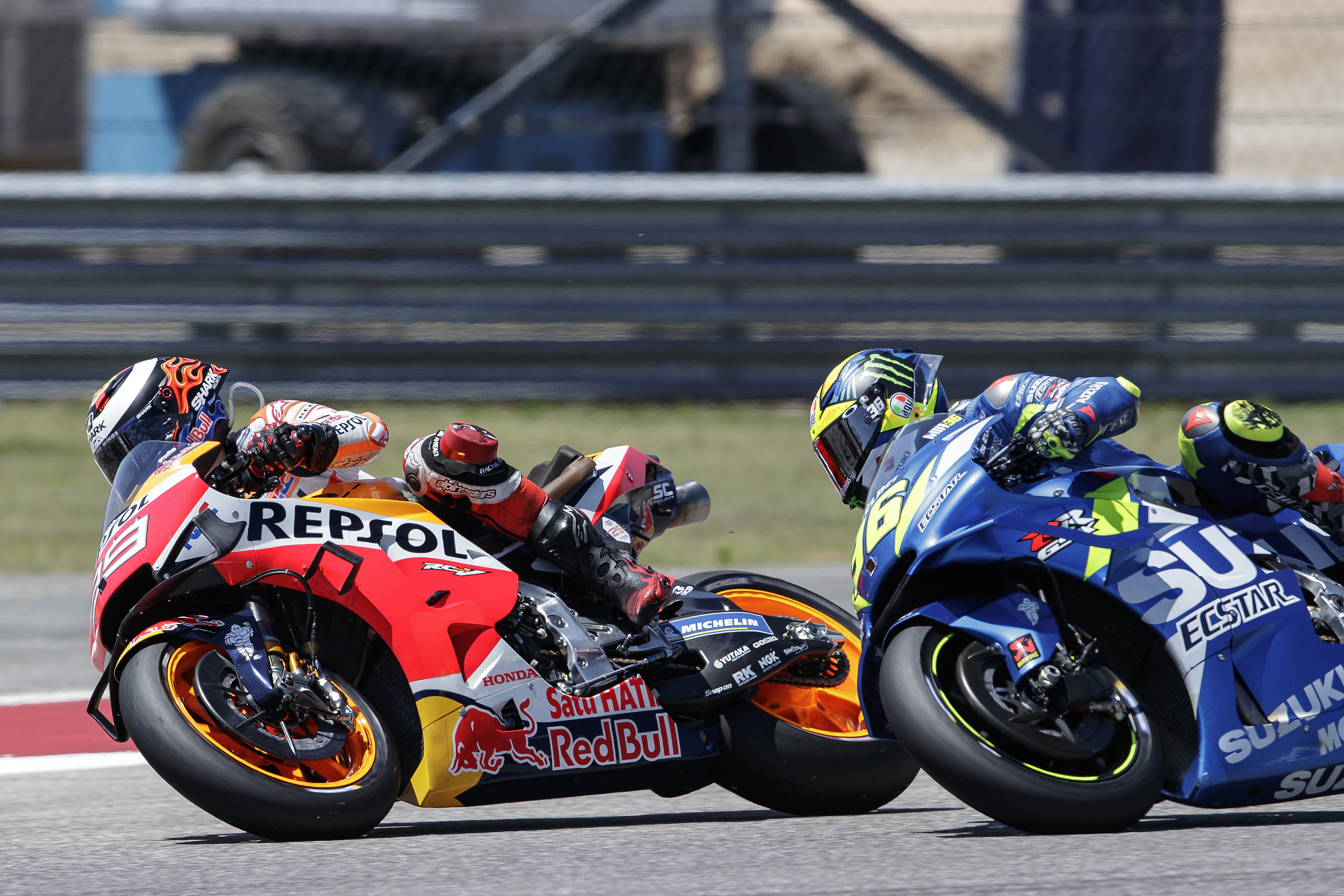
Mir (dcha.) en el Gran Premio de las Américas 2019

En 2019 pasó a MotoGP, contratado por Suzuki; su compañero de equipo es Álex Rins. En su carrera debut en Catar clasificó en 11 posición y en carrera término en octava posición delante de pilotos experimentados como Aleix Espargaró, Pol Espargaró y Jorge Lorenzo.
2020 fue el año de su consagración, en una temporada complicada por la epidemia de COVID-19 que obligó a suspender varias carreras, que en algunos casos fueron sustituidas por dobletes en los circuitos donde sí se corrió. En esta temporada, su regularidad con la Suzuki Ecstar le permitió afrontar las últimas carreras al frente de la clasificación, tras haber conseguido 7 pódiums. Ganó su primera carrera de Motogp en el GP de Europa celebrado en el circuito de Cheste, lo que le sirvió para proclamarse campeón del mundo de la categoría al domingo siguiente en el mismo trazado. Se convirtió así en el campeón de motogp con menos victorias en la temporada y también en la categoría.
En 2021 no pudo repetir el éxito de la temporada anterior, pese a hacer gala de nuevo de una gran regularidad. Los 6 pódiums conseguidos no le sirvieron para subir más allá de la tercera posición final, tras  Quartararo y Bagnaia. La escasa evolución de la Suzuki frente a sus rivales pudo ser un hándicap importante.
En 2022, pese a afirmar en pretemporada que tiene dudas sobre si seguir pilotando para la marca Suzuki, el rendimiento de la moto es mucho más prometedor, igualando en velocidad punta a las motos más fuertes en este apartado (Ducati).

## Resultados

### Red Bull MotoGP Rookies Cup

#### Carreras por año

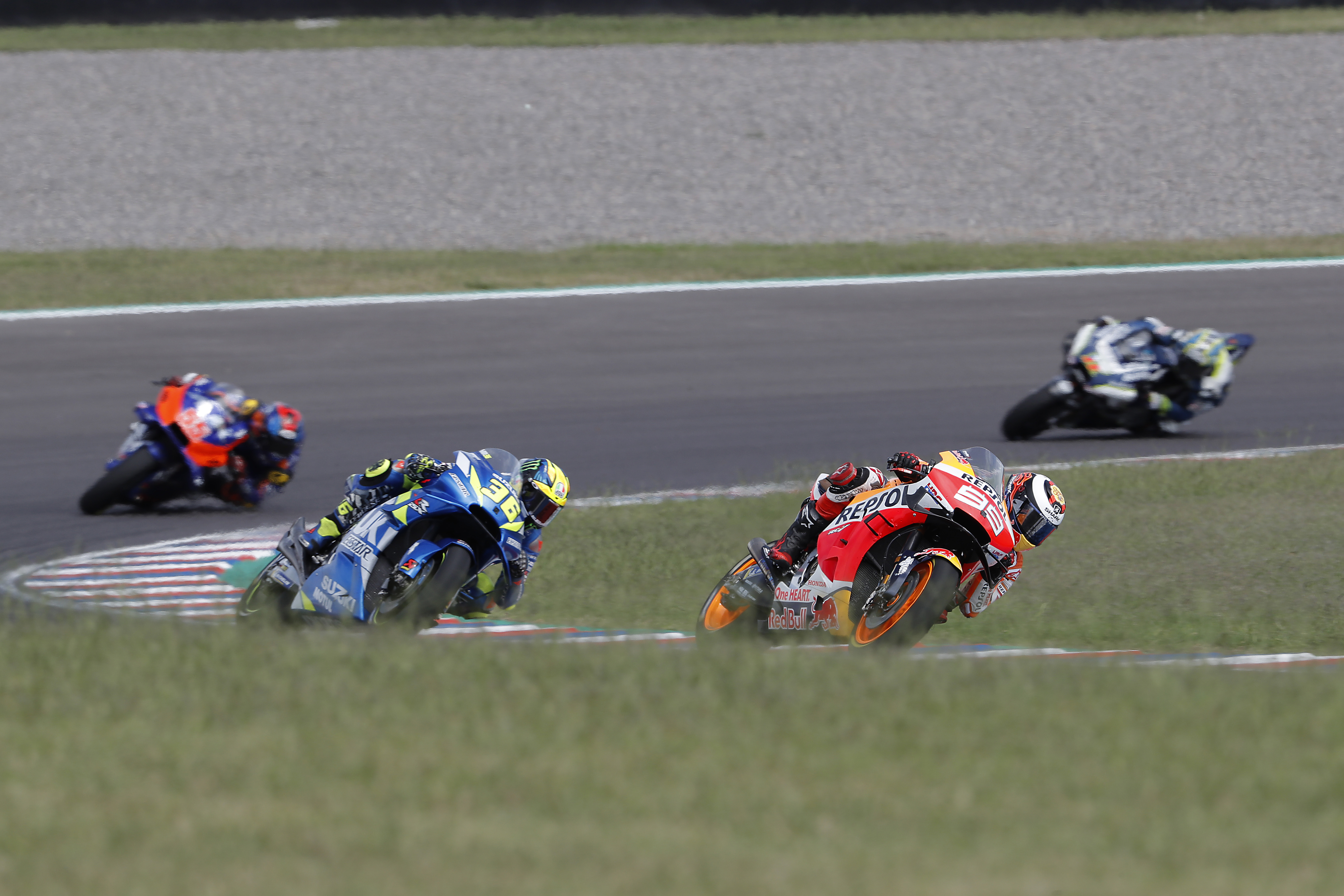
Mir detrás de Jorge Lorenzo en el Gran Premio de Argentina de 2019

| Temp. | 1     | 2      | 3       | 4      | 5      | 6      | 7      | 8     | 9      | 10    | 11    | 12    | 13    | 14      | Pos. | Pts. |
| ----- | ----- | ------ | ------- | ------ | ------ | ------ | ------ | ----- | ------ | ----- | ----- | ----- | ----- | ------- | ---- | ---- |
| 2013  | COA 9 | COA 18 | JER 17  | JER 12 | ASS 10 | ASS 11 | SAC 11 | SAC 4 | BRN 13 | SIL 5 | SIL 2 | MIS 6 | ARA 4 | ARA 6   | 9.º  | 107  |
| 2014  | JER 4 | JER 1  | MUG Ret | ASS 5  | ASS 9  | SAC 2  | SAC 4  | BRN 5 | BRN 1  | SIL 2 | SIL 5 | MIS 3 | ARA 1 | ARA Ret | 2.º  | 197  |

### FIM CEV Moto3 Junior World Championship

#### Carreras por año
| Temp. | 1     | 2       | 3       | 4     | 5     | 6     | 7       | 8      | 9     | 10     | 11    | 12     | Pos. | Pts. |
| ----- | ----- | ------- | ------- | ----- | ----- | ----- | ------- | ------ | ----- | ------ | ----- | ------ | ---- | ---- |
| 2013  | CAT   | CAT     | ARA     | ALB   | ALB   | NAV   | VAL 26  | VAL 15 | JER   |        |       |        | 40.º | 1    |
| 2015  | ALG 1 | LMS Ret | CAT Ret | CAT 1 | ARA 1 | ARA 1 | ALB Ret | NAV 3  | JER 3 | JER 23 | VAL 2 | VAL 15 | 4.º  | 153  |

### Campeonato del Mundo de Motociclismo
Sistema de puntuación de 1993 hasta 2022:
| Posición | 1.º | 2.º | 3.º | 4.º | 5.º | 6.º | 7.º | 8.º | 9.º | 10.º | 11.º | 12.º | 13.º | 14.º | 15.º |
| Puntos   | 25  | 20  | 16  | 13  | 11  | 10  | 9   | 8   | 7   | 6    | 5    | 4    | 3    | 2    | 1    |

Sistema de puntuación desde 2023 en adelante:
| Posición       | 1.º | 2.º | 3.º | 4.º | 5.º | 6.º | 7.º | 8.º | 9.º | 10.º | 11.º | 12.º | 13.º | 14.º | 15.º |
| Puntos         | 25  | 20  | 16  | 13  | 11  | 10  | 9   | 8   | 7   | 6    | 5    | 4    | 3    | 2    | 1    |
| Carrera sprint | 12  | 9   | 7   | 6   | 5   | 4   | 3   | 2   | 1   |      |      |      |      |      |      |

#### Por categoría
| Cat.   | Temp.         | 1.er Gran Premio | 1.er podio    | 1.ª victoria  | Carreras | Victorias | Podios | Poles | V.ráp. | Pts  | CM |
| ------ | ------------- | ---------------- | ------------- | ------------- | -------- | --------- | ------ | ----- | ------ | ---- | -- |
| Moto3  | 2015-2017     | Australia 2015   | Austria 2016  | Austria 2016  | 37       | 11        | 16     | 2     | 5      | 485  | 1  |
| Moto2  | 2018          | Catar 2018       | Francia 2018  |               | 18       | 0         | 4      | 0     | 1      | 155  | 0  |
| MotoGP | 2019-presente | Catar 2019       | Austria 2020  | Europa 2020   | 91       | 1         | 13     | 0     | 1      | 597  | 1  |
| Total  | 2015-presente | 2015-presente    | 2015-presente | 2015-presente | 146      | 12        | 33     | 2     | 7      | 1237 | 2  |

#### Por temporada
| Temp. | Cat.   | Moto   | Equipo               | N.º   | Carreras | Victorias | Podios | Poles | V.Rap | Pts. | Pos. |
| ----- | ------ | ------ | -------------------- | ----- | -------- | --------- | ------ | ----- | ----- | ---- | ---- |
| 2015  | Moto3  | Honda  | Leopard Racing       | 36    | 1        | 0         | 0      | 0     | 0     | 0    | NC   |
| 2016  | Moto3  | KTM    | Leopard Racing       | 36    | 18       | 1         | 3      | 1     | 2     | 144  | 5.º  |
| 2017  | Moto3  | Honda  | Leopard Racing       | 36    | 18       | 10        | 13     | 1     | 3     | 341  | 1.º  |
| 2018  | Moto2  | Kalex  | EG 0,0 Marc VDS      | 36    | 18       | 0         | 4      | 0     | 1     | 155  | 6.º  |
| 2019  | MotoGP | Suzuki | Equipo Suzuki Ecstar | 36    | 17       | 0         | 0      | 0     | 0     | 92   | 12.º |
| 2020  | MotoGP | Suzuki | Equipo Suzuki Ecstar | 36    | 14       | 1         | 7      | 0     | 0     | 171  | 1.º  |
| 2021  | MotoGP | Suzuki | Equipo Suzuki Ecstar | 36    | 18       | 0         | 6      | 0     | 1     | 208  | 3.º  |
| 2022  | MotoGP | Suzuki | Equipo Suzuki Ecstar | 36    | 16       | 0         | 0      | 0     | 0     | 87   | 15.º |
| 2023  | MotoGP | Honda  | Repsol Honda Team    | 36    | 15       | 0         | 0      | 0     | 0     | 29   | 22.º |
| 2024  | MotoGP | Honda  | Repsol Honda Team    | 36    | 19       | 0         | 0      | 0     | 0     | 21   | 21.º |
| 2025  | MotoGP | Honda  | Honda HRC Castrol    | 36    |          |           |        |       |       | *    | *    |
| Total | Total  | Total  | Total                | Total | 154      | 12        | 33     | 2     | 7     | 1248 |      |

* Temporada en curso.

#### Carreras por año
| Año  | Cat.   | Moto   | 1         | 2          | 3         | 4          | 5         | 6        | 7        | 8         | 9         | 10        | 11        | 12        | 13       | 14       | 15        | 16       | 17        | 18        | 19        | 20        | 21  | 22  | Pos. | Pts. |
| ---- | ------ | ------ | --------- | ---------- | --------- | ---------- | --------- | -------- | -------- | --------- | --------- | --------- | --------- | --------- | -------- | -------- | --------- | -------- | --------- | --------- | --------- | --------- | --- | --- | ---- | ---- |
| 2015 | Moto3  | Honda  | QAT       | AME        | ARG       | SPA        | FRA       | ITA      | CAT      | NED       | GER       | IND       | CZE       | GBR       | RSM      | ARA      | JPN       | AUS Ret  | MAL       | VAL       |           |           |     |     | NC   | 0    |
| 2016 | Moto3  | KTM    | QAT 12    | ARG 5      | AME Ret   | SPA 6      | FRA 25    | ITA 7    | CAT 8    | NED 8     | GER Ret   | AUT 1     | CZE 8     | GBR 9     | RSM 3    | ARA 5    | JPN 9     | AUS Ret  | MAL Ret   | VAL 2     |           |           |     |     | 5.º  | 144  |
| 2017 | Moto3  | Honda  | QAT 1     | ARG 1      | AME 8     | SPA 3      | FRA 1     | ITA 7    | CAT 1    | NED 9     | GER 1     | CZE 1     | AUT 1     | GBR 5     | RSM 2    | ARA 1    | JPN 17    | AUS 1    | MAL 1     | VAL 2     |           |           |     |     | 1.º  | 341  |
| 2018 | Moto2  | Kalex  | QAT 11    | ARG 7      | AME 4     | SPA 11     | FRA 3     | ITA 3    | CAT Ret  | NED 5     | GER 2     | CZE Ret   | AUT 8     | GBR C     | RSM 5    | ARA 6    | THA Ret   | JPN 11   | AUS 2     | MAL 10    | VAL Ret   |           |     |     | 6.º  | 155  |
| 2019 | MotoGP | Suzuki | QAT 8     | ARG Ret    | AME 17    | SPA Ret    | FRA 16    | ITA 12   | CAT 6    | NED 8     | GER 7     | CZE Ret   | AUT       | GBR       | RSM 8    | ARA 14   | THA 7     | JPN 8    | AUS 5     | MAL 10    | VAL 7     |           |     |     | 12.º | 92   |
| 2020 | MotoGP | Suzuki | QAT C     | SPA Ret    | AND 5     | CZE Ret    | AUT 2     | EST 4    | RSM 3    | ERM 2     | CAT 2     | FRA 11    | ARA 3     | TER 3     | EUR 1    | VAL 7    | POR Ret   |          |           |           |           |           |     |     | 1.º  | 171  |
| 2021 | MotoGP | Suzuki | QAT 4     | DOH 7      | POR 3     | SPA 5      | FRA Ret   | ITA 3    | CAT 4    | GER 9     | NED 3     | EST 2     | AUT 4     | GBR 9     | ARA 3    | RSM 6    | AME 8     | ERM Ret  | ALG 2     | VAL 4     |           |           |     |     | 3.º  | 208  |
| 2022 | MotoGP | Suzuki | QAT 6     | INA 6      | ARG 4     | AME 4      | POR Ret   | SPA 6    | FRA Ret  | ITA Ret   | CAT 4     | GER Ret   | NED 8     | GBR Ret   | AUT Ret  | RSM      | ARA DNS   | JPN      | THA       | AUS 18    | MAL 19    | VAL 6     |     |     | 15.º | 87   |
| 2023 | MotoGP | Honda  | POR 11Ret | ARG INJRet | AME Ret12 | SPA Ret    | FRA Ret14 | ITA INJ  | GER INJ  | NED INJ   | GBR Ret17 | AUT Ret12 | CAT 1721  | RSM Ret23 | IND 5Ret | JPN 1213 | INA Ret16 | AUS RetC | THA 12    | MAL Ret23 | QAT 1419  | VAL INJ   |     |     | 22.º | 26   |
| 2024 | MotoGP | Honda  | QAT 1315  | POR 1214   | AME Ret   | SPA 129    | FRA Ret   | CAT 15   | ITA Ret  | NED Ret14 | GER 1921  | GBR Ret16 | AUT 1719  | ARA 1518  | RSM DNS  | ERM 1121 | INA Ret   | JPN Ret  | AUS Ret13 | THA 1513  | MAL Ret16 | SLD Ret13 |     |     | 21.º | 21   |
| 2025 | MotoGP | Honda  | THA Ret9  | ARG 98     | AME Ret   | QAT RetDNS | SPA Ret9  | FRA Ret9 | GBR 1012 | ARA 7Ret  | ITA 1114  | NED Ret   | GER Ret14 | CZE Ret19 | AUT 613  | HUN      | CAT       | RSM      | JPN       | INA       | AUS       | MAL       | POR | VAL | 18.º | 42   |

| Color     | Resultado                                                               |
| --------- | ----------------------------------------------------------------------- |
| Oro       | Ganador                                                                 |
| Plata     | 2.ª plaza                                                               |
| Bronce    | 3.ª plaza                                                               |
| Verde     | Finalizó en los puntos                                                  |
| Azul      | Finalizó sin puntos                                                     |
| Azul      | NC - No clasificado                                                     |
| Violeta   | Ret - No terminó (Carrera)                                              |
| Rojo      | DNQ - No se clasificó                                                   |
| Negro     | DSQ - Descalificado                                                     |
| Blanco    | DNS - No empezó (carrera)                                               |
| Blanco    | WD - Retirado (fin de semana)                                           |
| Blanco    | C - Carrera cancelada                                                   |
| Sin color | DNP - Inscrito pero no participó                                        |
| Sin color | INJ - Lesionado                                                         |
| Sin color | EX - Excluido                                                           |
| Estado    | Resultado                                                               |
| Negrita   | Pole position                                                           |
| Cursiva   | Vuelta rápida                                                           |
| x         | Posición en carrera sprint                                              |
| †         | Abandona, pero clasifica al completar el porcentaje requerido para ello |

## Títulos
| Predecesor: Marc Márquez | Campeón Mundial de MotoGP 2020 | Sucesor: Fabio Quartararo |
| Predecesor: Brad Binder  | Campeón Mundial de Moto3 2017  | Sucesor: Jorge Martín     |